# Tiebreak (tennis)
Tiebreak (engelska tie, 'oavgjort resultat', och break, 'avbrott') är ett avgörande game i tennis med speciella regler. Det används för att förkorta extremt långa set. I Grand Slam-turneringar infördes det första gången i och med US Open 1970. Reglerna har varit olika men oftast som ett "först till sju vunna poäng med två poängs marginal", vid ställningen 6-6 i game i set. Från och med 2022 års Franska öppna kommer alla Grand Slam-turneringar införa ett system med  "först till tio vunna poäng med två poängs marginal" i avgörande set (i singel och dubbel för herrar och damer), som ett sätt att samordna världens fyra största tennisturneringar.
Tiebreak introducerades av "Mr. Tie-breaker", James Van Alen, som var en amerikansk tennisspelare och grundaren av International Tennis Hall of Fame.

## Historik

### Fram till 1970-talet
För att vinna ett set i tennis krävdes enligt ITF:s regler, som fastställdes 1924, vinst av sex game, samtidigt som spelaren måste ha en ledning om minst 2 game. Kravet medförde att seten i jämna matcher ofta blev extremt långa, varvid matcherna drog ut på tiden. Detta medförde svårigheter att på förhand beräkna hur lång en match kunde bli, en olägenhet som blev alltmer uppenbar, bland annat i samband med att många turneringsmatcher visades på TV. Som exempel på en utdragen match kan nämnas mötet i första omgången av 1969 års Wimbledonturnering mellan Pancho Gonzales och Charles Pasarell. Matchen spelades över två dagar i hela 112 game innan Gonzales slutligen stod som segrare vid slutställningen 22-24, 1-6, 16-14, 6-3, 11-9. Så långa matcher ledde också till förskjutningar i arrangörernas spelscheman.        
James Van Alen föreslog ett system för att förhindra att seten blev längre än 13 game. Vid ställningen 6-6 i game skulle ett extra game (senare kallat tiebreak) spelas om bäst av 9 bollar med "sudden death" vid ställningen 4-4 i antal vunna bollar. Varje spelare servade 2 servar i rad. Den spelare som först vunnit 5 bollar vann gamet och därmed setet. Han prövade sitt nya tiebreak-system första gången 1966 i möten mellan professionella spelare i Newport, Rhode Island, på platsen för Hall of Fame. Redan samma år avgjordes turneringen i Newport med ett tiebreak som spelades mellan Ken Rosewall och Malcolm Anderson. År 1970 introducerades tiebreak i turneringar över hela USA.
Det stod tidigt klart att idén med sudden death vid ställningen 4-4 var mindre lyckad, eftersom det innebar att båda spelarna samtidigt hade set/matchboll. Rod Laver föreslog istället att tiebreaket skulle spelas i bäst av 12 bollar och med krav på minst 2 bollars övervikt för att vinna tiebreaket. Förslaget vann snabbt gehör och användes i bland annat Wimbledonmästerskapen från 1971. Från början skulle tiebreak spelas vid gameställningen 8-8, senare ändrades det till 6-6. Länge spelades inte tiebreak i det avgörande setet.

### Senare år
Så kallat tiebreakset används numera praktiskt taget alltid som grundprincip för att avgöra set vid officiellt turneringsspel, även vid spel om avgörande set. Vid motionsspel används tiebreak efter överenskommelse spelarna emellan. Grundprincipen är att vid ställningen sex lika i antal vunna game, spela ett avgörande game, så kallat tiebreak, för att avgöra setet. Det tidigare dominerande långa setet, där setvinst krävde sex vunna game och en marginal av två game har allt mer övergivits. I Wimbledonmästerskapen används fortfarande (2010) det traditionella långa setet för att avgöra matcher som gått till fem set. Det sannolikt längsta avgörande setet i den turneringen spelades 2010 mellan John Isner och Nicolas Mahut. Isner stod som segrare efter 138 (70-68) spelade game och matchen varade totalt 11 timmar och fem minuter.    
Enligt gällande regler för tiebreakgame räknas poängen "noll", "ett", "två", "tre" etc. Den eller i dubbel de spelare som först vunnit sju poäng vinner gamet och därmed setet. Kravet är dock att spelaren/spelarna har en marginal av två poäng över motståndaren/motståndarna. Annars fortsätter gamet till dess att denna marginal är uppnådd. Kravet på två bollars övervikt för gamevinst medför att även tiebreak kan bli utdragna. Som exempel på ett sådant kan nämnas Wimbledonfinalen 1980 mellan Björn Borg och John McEnroe. Vid ställningen 6-6 i det fjärde setet spelades ett 34 bollar långt tiebreak. Spelarna hade alternerande matchbollar (Borg) och setbollar (McEnroe), innan McEnroe slutligen vann tiebreakgamet med 18-16 och därigenom setet.
Tiebreak inleds med att den spelare som står på tur slår en serve för första poängen i gamet. Den första serven skall slås från höger sida av mittmärket. För de två följande poängen går serven över till motståndaren/motståndarlaget. Därefter slår varje spelare/lag två servar alternerande till dess att någon spelare/lag har tagit minst sju poäng och har två poängs övertag. I dubbelspel gäller vid tiebreakgame samma serveordning mellan spelarna som tidigare under setet. I ett tiebreakgame sker sidbyte efter var sjätte spelade poäng. Ursprungligen (fortfarande tillåtet som alternativ men alltmer sällan använt i tävlingssammanhang) skedde sidbyte i tiebreak efter första spelade poängen och därefter efter var fjärde spelade poäng. 
Om matchen fortsätter efter avslutat tiebreak gäller att den/de spelare som servade om första poängen i tiebreaket skall vara mottagare i det följande setets inledningsgame.

### Avgörande matchtiebreak
Avgörande matchtiebreak enligt gällande regler i Grand Slam-turneringar fram till 2022 spelas om först till 7 eller 10 poäng. Det är som ersättning för ett avgörande set vid ställningen ett-ett i tresetsmatcher eller två-två i femsetsmatcher. Fortfarande gäller dock regeln om två poängs marginal för matchvinst.
Avgörande matchtiebreak används allt oftare i turneringar, men med olika regler. Från och med 2022 års Franska öppna kommer dock alla Grand Slam-turneringar införa ett system med  "först till tio vunna poäng med två poängs marginal" i avgörande set (i singel och dubbel för herrar och damer), som ett sätt att samordna världens fyra största tennisturneringar. Dessförinnan var Australiska öppna enda Grand Slam-turneringen med denna form av matchtiebreak, medan Wimbledon hade matchtiebreak "först till tolv" vid matchställningen 12–12, US Open "först till tolv" vid 6–6 och Franska öppna helt saknade avgörande matchtiebreak.
Varianter av avgörande matchtiebreak, så kallat "super-tiebreak",  används framförallt vid dubbelspel, även i professionell tourtennis. Kravet på två poängs marginal för matchvinst är då slopad.